# 복정제형
복정제형은 대한민국의 의료기기 회사이다. 대표 브랜드는 코지마가 있다.

## 연혁
- 1945년 밝한양행 설립
- 1952년 복정상회로 사명변경
- 1984년 복정제형 설립
- 1988년 일본 TANITA 대리점 취득
- 1990년 SHIMADZU의 전자 저울 한국대리점 개설
- 1996년 복정제형 주식회사로 법인전환
- 2006년 바디컴 측정기 브랜드 런칭
- 2007년 여주 물류센터 설립
- 2009년 엑서스 헬스 브랜드 런칭
- 2010년 코지마 안마기기 브랜드 런칭
- 2011년 홍콩지사 설립
- 2012년 바디컴 체지방계 출시
- 2013년 폴프랭크 라이선스 계약
- 2014년 부산 직영매장 설립
- 2014년 한경 소비자 대상
- 2015년 BOOTO 라이선스 계약
- 2015년 YTN 마케팅혁신 CEO 대상
- 2015년 삼성디지털프라자 코지마 안마의자 입점
- 2016년 ISO 9001 획득
- 2016년 이노비즈 인증 획득
- 2016년 기업 부설 연구소 신설
- 2016년 매경 히트 상품